# Aija (provincie)
Aija is een provincie in de regio Ancash in Peru. De provincie heeft een oppervlakte van 697 km² en heeft 7.789 inwoners (2015). De hoofdplaats van de provincie is het district Aija.

## Bestuurlijke indeling
De provincie is verdeeld in vijf districten, UBIGEO tussen haakjes:
- (020201) Aija, hoofdplaats van de provincie
- (020202) Coris
- (020203) Huacllan
- (020204) La Merced
- (020205) Succha

Aija · Antonio Raimondi · Asunción · Bolognesi · Carhuaz · Carlos Fermín · Casma · Corongo · Huaraz · Huari · Huarmey · Huaylas · Mariscal Luzuriaga · Ocros · Pallasca · Pomabamba · Recuay · Santa · Sihuas · Yungay